# نبرد بیتونتو

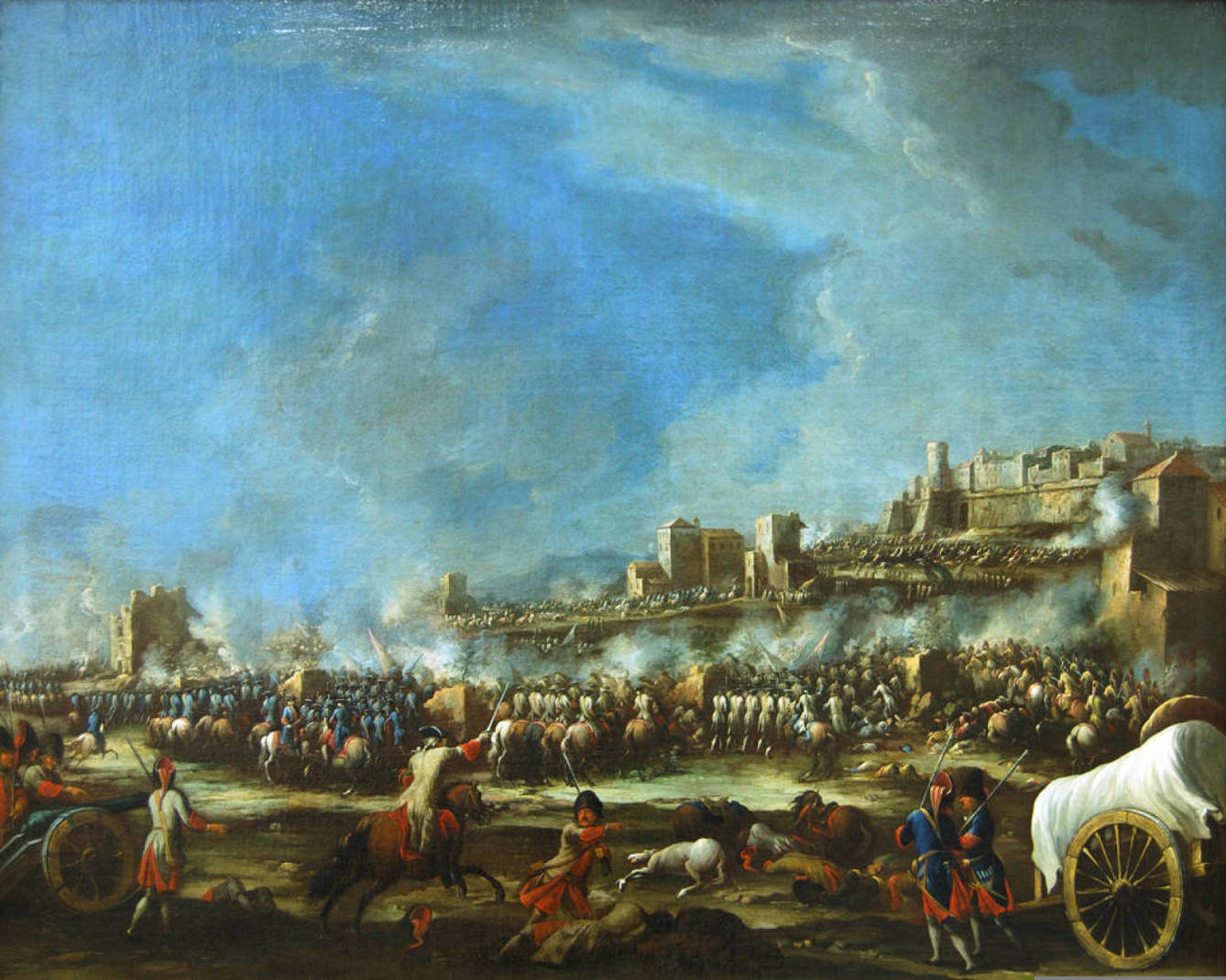
نگاره‌ای از نبرد بیتونتو

نبرد بیتونتو (۲۵ مه ۱۷۳۴ میلادی) نبردی بود که میان اسپانیا و اتریش در نزدیکی بیتونتو واقع در جنوب ایتالیا رخ داد. این نبرد با پیروزی اسپانیایی‌ها به پایان رسید.